# محمد بوعلام
 محمد بوعلام  (1987 الجزائر) هو لاعب كرة قدم جزائري.

## روابط خارجية
- محمد بوعلام على موقع قاعدة بيانات كرة القدم.إي يو (الإنجليزية)
- محمد بوعلام على موقع Soccerway.com (الإنجليزية)